# Zachar Jefimjenko

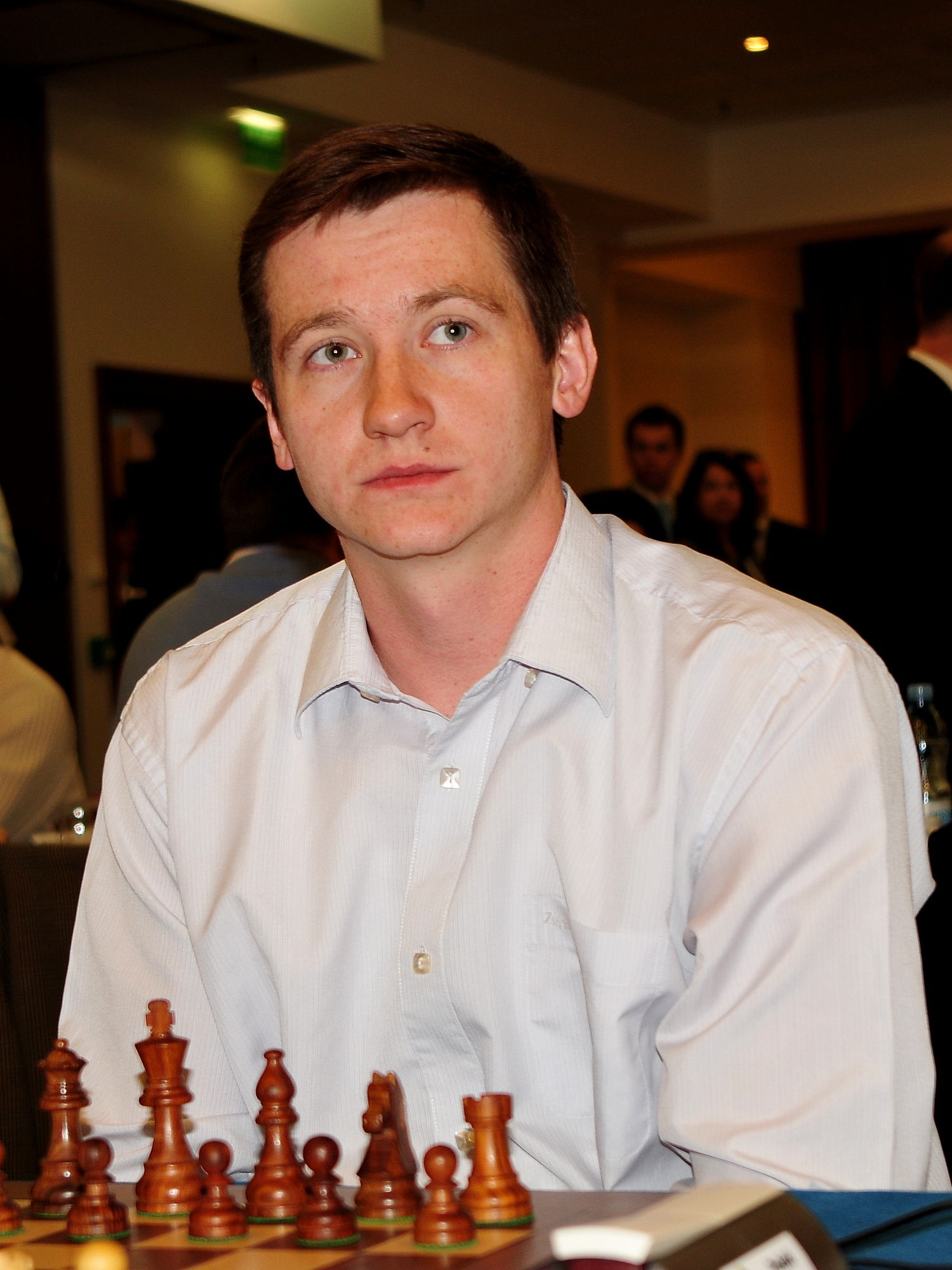
Zachar Jefimjenko (2013)

Zachar Oleksandrovitsj Jefimjenko (Oekraïens: Захар Олександрович Єфименко) (Makijivka, 3 juli 1985) is een Oekraïense schaker. Hij is een grootmeester (GM). In 2006 was hij kampioen van Oekraïne. 
Toen hij vier jaar oud was, verhuisde de familie naar Kramatorsk. 

## Individuele resultaten
- In 1998 werd Zachar Jefimjenko op het Wereldkampioenschap schaken voor jeugd derde in de categorie tot 14 jaar.
- In 1999 won hij in het Spaanse Oropesa del Mar het WK schaken voor jeugd in de categorie tot 14 jaar.
- In 2001 won hij groep 2 van de Governor’s Cup in Kramatorsk en het kampioenschap van het Donetsbekken in Donetsk.
- In augustus 2001 won Jefimjenko in Hengelo de Stork Young Masters van het Euro Chess Tournament.
- In 2002 eindigde hij bij de vijfde Pyramiden-Franken-Cup in Fürth als tweede achter de Rus Konstantin Landa, hij behaalde evenveel punten als Landa.[2]
- In 2003 won hij het Challenger toernooi in Hastings.
- In 2004 won hij in de A-groep van het internationale toernooi in Montreal.
- Van 25 januari t/m 3 februari 2005 nam hij in Gibraltar deel aan het Gibtelecom Masters, het Gibraltar Chess Festival. Hij was met 7.5 uit 10 een van de vijf winnaars, gedeeld met Levon Aronian, Kiril Georgiev, Alexei Shirov en Emil Sutovsky. Er waren 120 deelnemers.[3]
- Van 3 t/m 14 augustus 2005 werd in Montreal het empresa-toernooi gespeeld dat door Victor Mikhalevski met 8 uit 11 gewonnen werd. Jefimjenko eindigde met 7 punten op de tweede plaats.
- Van 24 augustus t/m 2 september 2005 speelde hij in Rivne mee in het knock-outtoernooi om het kampioenschap van Oekraïne dat door Aleksandr Aresjtsjenko gewonnen werd, Jefimjenko werd tweede.[4]
- Jefimjenko nam deel aan de Wereldbeker schaken in 2005, 2009 en 2011. In 2009 werd hij in de eerste ronde uitgeschakeld door Gilberto Milos, in 2005 en 2011 bereikte hij de derde ronde.
- In 2006 werd hij in Poltava kampioen van Oekraïne.[5]

## Nationale teams
- Met het Oekraïense nationale team van schakers tot 16 jaar won hij in 1999 in Artek, bij Goerzoef, de Schaakolympiade in de categorie tot 16 jaar.
- Ook in 2000 nam hij in Artek met Oekraïense team deel aan de Schaakolympiade in de categorie tot 16 jaar; het team eindigde als tweede.[6]
- In 2000 won hij met het Oekraïense nationale team van schakers tot 18 jaar het Europees kampioenschap in Balatonlelle, waarbij hij een individuele gouden medaille ontving voor zijn resultaat 4.5 pt. uit 6 aan het derde bord.
- In 2001 werd hij opnieuw met het Oekraïense nationale team van schakers tot 18 jaar Europees kampioen, deze keer met ook een gouden medaille voor zijn resultaat 6.5 pt. uit 7 aan het tweede bord (Elo-Performance 2755).
- In 2002 werd hij in Balatonlelle met het Oekraïense team tot 18 jaar tweede, waarbij hij een individuele zilveren medaille ontving voor zijn resultaat 5 pt. uit 7 aan het eerste bord.[7]
- Als lid van het nationale team van volwassenen nam hij in 2003 deel aan het Europees schaakkampioenschap voor landenteams in Plovdiv.
- Met het nationale team nam hij deel aan de volgende Schaakolympiades: in 2006 in Turijn, in 2008 in Dresden en in 2010 in Chanty-Mansijsk. In 2010 won Oekraïne, waarbij Jefimjenko aan bod vier speelde en een individuele zilveren medaille ontving voor zijn score 8.5 pt. uit 11. Bij de genoemde drie Schaakolympiades speelde hij in totaal 26 partijen, en behaalde daarbij 17 punten.[8]
- Ook in 2009 nam hij deel aan het EK landenteams, gehouden in Novi Sad; Oekraïne eindigde als derde. Bij het EK landenteams 2011, in Porto Carras (in Chalcidice, Griekenland), was hij reservespeler. Bij het  EK landenteams 2013, in Warschau, speelde hij aan het derde bord.[9]
- Bij het Wereldkampioenschap schaken voor landenteams in 2011 werd hij met het Oekraïense team derde.[10]

## Schaakverenigingen
In Oekraïne nam Zachar Jefimjenko met Danko Donbass Donezk uit Kramatorsk deel aan de European Club Cup in 2000 (als reservespeler die niet werd ingezet) en in 2001 (met 3 overwinningen uit 3 partijen). In 2001 kreeg Danko Donbass als nieuwe naam A. V. Momot Chess Club, en werd in 2002 kampioen van Oekraïne. In 2006 stapte Jefimjenko over naar de vereniging Keystone Kiew, die in 2007 en 2008 kampioen van Oekraïne werd, en per 2008 van naam veranderde in PVK-Kievchess. In 2008 werd deze vereniging derde bij de European Club Cup in Kallithea (Chalkidiki), met Zachar Jefimjenko aan bord drie. 

In de Duitse bondscompetitie speelt hij sinds 2003 voor Werder Bremen, waarmee hij in 2005 kampioen werd en in 2005 en 2006 deelnam aan de European Club Cup. In de Britse Four Nations Chess League (4NCL) speelde hij in seizoen 2004/05 voor Guildford A&DC. In seizoen 2008/09 won hij de Asian Club Cup in al-Ain, met de Al-Ain Chess Club uit de Verenigde Arabische Emiraten. Hij speelt ook in de Servische competitie, voor SK Radnički, en in de Russische competitie, eerst voor Politekhnik Nischni Tagil, sinds 2009 voor Schachföderation Sankt Petersburg, waarmee hij in 2013 kampioen van Rusland werd en in 2011 de European Club Cup won. 

Ook speelde hij in de Hongaarse competitie, eerst voor Aquaprofit NTSK, waarmee hij in de seizoenen 2010/11, 2011/12, 2013/14, 2014/15, 2015/16 en 2017/18 kampioen werd, in seizoen 2019/20 voor DVTK Sport Korlátolt Felelősségű Társaság. In de Slowaakse competitie speelde hij in seizoen 2014/15 voor de kampioen ŠO ŠKM Angelus Stará Ľubovňa.

## Titel en rating
In 2001 werd hij Internationaal Meester (IM), sinds 2002 is hij grootmeester (GM). In maart 2011 was hij op de Elo-ranglijst de vierde speler van Oekraïne. In januari 2006 was hij nummer 34 op de Wereldranglijst van de FIDE. 